# Edwin de Graaf
Edwin de Graaf (ur. 30 kwietnia 1980 w Hadze) – holenderski piłkarz występujący na pozycji pomocnika.

## Kariera
De Graaf profesjonalną karierę rozpoczynał w sezonie 2001/2002 w barwach spadkowicza z ekstraklasy - RBC Roosendaal. W jego barwach zadebiutował 18 sierpnia 2001 w zremisowanym 2-2 ligowym meczu z Go Ahead Eagles. Natomiast pierwsze gole w zawodowej karierze strzelił 14 września 2001. Były to dwie bramki zdobyte w wygranym 3-0 pojedynku z HFC Haarlem. Na koniec debiutanckiego sezonu zajął z klubem trzecie miejsce w lidze i po wygranych barażach awansował z klubem do Eredivisie. Tam pierwszy występ zanotował 16 sierpnia 2002 w zremisowanym 1-1 spotkaniu z FC Zwolle. 6 października 2002 zdobył pierwszą bramkę w ekstraklasie. Było to w zremisowanym 2-2 meczu z FC Utrechtem. Łącznie w RBC Roosendaal spędził cztery lata. W tym czasie rozegrał w jego barwach 99 spotkań i strzelił 21 goli.
W styczniu 2005 odszedł do innego pierwszoligowca - Feyenoordu. Zadebiutował tam 23 stycznia 2005 w przegranym 1-2 ligowym pojedynku z SBV Vitesse. Od początku gry na Feijenoord Stadion de Graaf był rezerwowym. W klubie grał do października 2005. W trakcie pobytu w Rotterdamie wystąpił w sześciu meczach, ale nie zdobył bramki.
W październiku 2005 trafił do ADO Den Haag, podobnie jak Feyenoord, grającego w najwyższej klasie rozgrywkowej. Pierwszy występ zanotował tam 16 października 2005 w przegranym 1-3 ligowym spotkaniu z Vitesse Arnhem. Po zakończeniu sezonu 2005/2006 de Graaf podpisał kontrakt z NAC Breda.
W nowym klubie zadebiutował 19 sierpnia 2006 w przegranym 1-8 ligowym pojedynku z AZ Alkmaar. W sezonie 2007/2008 zajął z klubem trzecie miejsce w lidze, ale po barażach nie awansował z nim do europejskich pucharów.